# جنگ‌افزار هسته‌ای

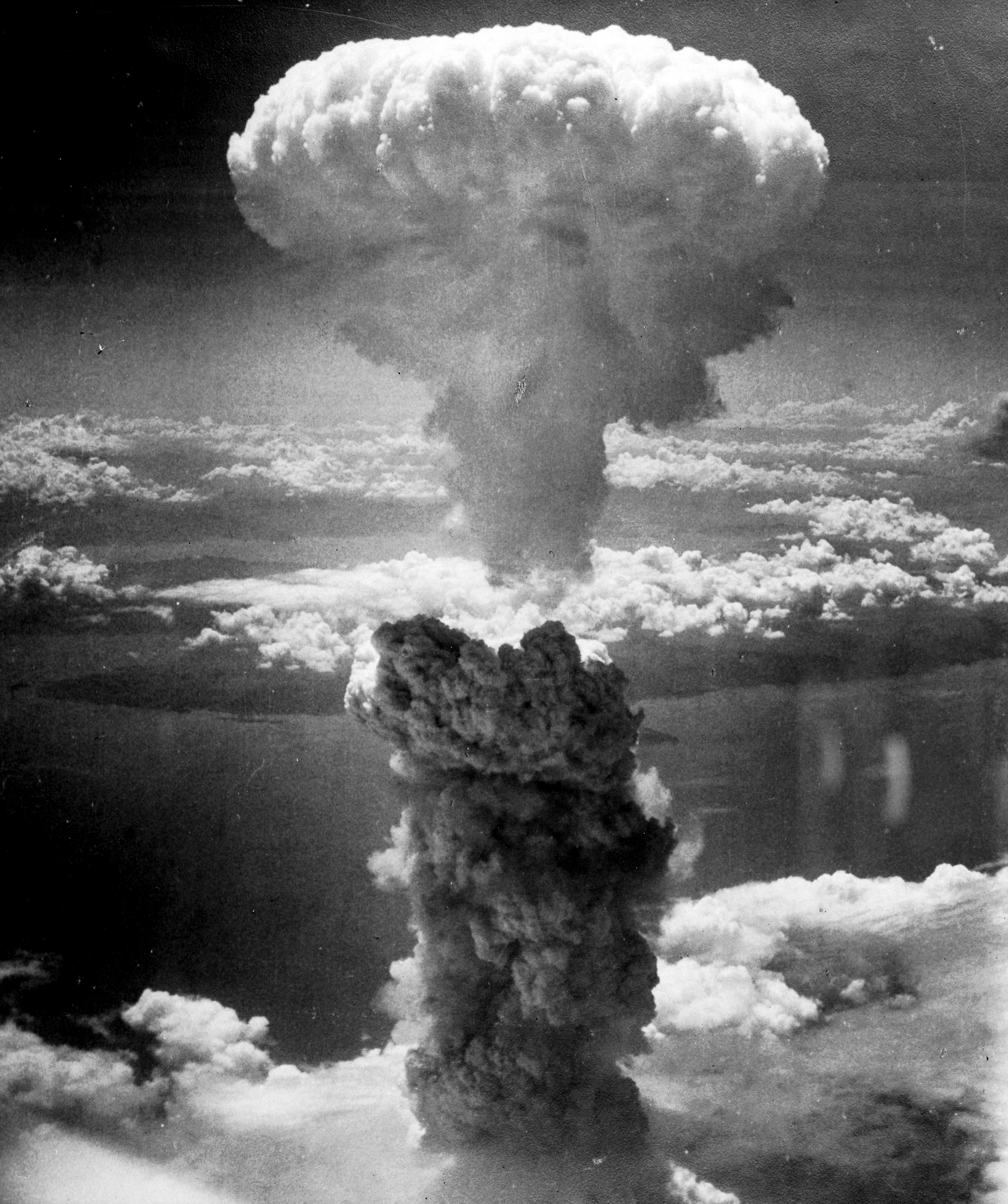
ابر قارچی بمباران اتمی ناگاساکی ژاپن در ۱۹۴۵ حدود ۱۸ کیلومتر به هوا فوران کرد.

جنگ‌افزار هسته‌ای گونه‌ای سلاح انفجاری است که در آن از انرژی حاصل از شکافت هسته‌ای یا همجوشی هسته‌ای برای تخریب، کشتار و مسائل مربوطه استفاده می‌شود.
این سلاح‌ها در طول تاریخ دو بار در جنگ جهانی دوم توسط آمریکا علیه ژاپن در شهرهای هیروشیما و ناگازاکی مورد استفاده قرار گرفته است.

## سازوکار و نحوه عملکرد
جنگ افزار هسته‌ای عملکرد پیچیده‌ای دارد که تا به امروزه به ۲ حالت خلاصه می‌شود:
۱. شکافت هسته‌ای: بمب‌های شکافت هسته‌ای، از اولین و مؤثرترین انواع سلاح‌های هسته‌ای هستند که بر پایه پدیده شکافت هسته‌ای عناصر سنگین مانند اورانیوم-۲۳۵ و پلوتونیوم-۲۳۹ ساخته شده‌اند. شکافت هسته‌ای(به انگلیسی: Nuclear Fission) فرآیندی است که طی آن، هسته یک اتم سنگین به دو یا چند هسته کوچکتر تقسیم می‌شود و در این فرآیند، مقدار زیادی انرژی به همراه نوترون‌های آزاد تولید می‌کند. اگر این نوترون‌ها باعث شکافت بیشتر اتم‌های دیگر شوند، واکنش زنجیره‌ای رخ داده و در صورت عدم کنترل، منجر به انفجاری مهیب خواهد شد. این اصل، مبنای عملکرد بمب‌های شکافت هسته‌ای است. مواد مورد استفاده در بمب‌های شکافت، عموماً شامل دو ایزوتوپ هستند:
۱. اورانیوم-۲۳۵ (U-235): ایزوتوپی کمیاب و شکافت‌پذیر از اورانیوم طبیعی که قابلیت شروع واکنش زنجیره‌ای دارد.
۲. پلوتونیوم-۲۳۹ (Pu-239): ایزوتوپی مصنوعی ناپایدارتر به نسبت اورانیوم-۲۳۵ که در راکتورهای هسته‌ای تولید می‌شود و از ویژگی‌های شکافت‌پذیری بالاتری برخوردار است.
به طور کلی ۲ روش برای شروع انفجار با شکافت وجود دارد:
طراحی نوع تفنگی (Gun-Type Design): در این روش، دو نیمه زیر بحرانی از اورانیوم-۲۳۵ با استفاده از انفجار مواد منفجره متعارف به سوی یکدیگر شلیک می‌شوند و در نتیجه به جرمی فوق‌بحرانی تبدیل می‌گردند. نمونه بارز این طراحی، بمب Little Boy است که بر روی شهر هیروشیما استفاده شد.
طراحی نوع انفجاری (Implosion-Type Design): در این روش، یک هسته کروی از پلوتونیوم-۲۳۹ توسط یک پوسته کروی از مواد منفجره احاطه شده‌است. این مواد با انفجاری هم‌زمان، هسته را فشرده کرده و چگالی آن را افزایش می‌دهند تا به وضعیت فوق‌بحرانی برسد. نمونه شناخته‌شده آن، بمب Fat Man است که بر روی شهر ناگازاکی استفاده شد.
برای ایجاد انفجار، لازم است جرم ماده شکافت‌پذیر به حدی برسد که امکان شروع و تداوم واکنش زنجیره‌ای وجود داشته باشد. این حد، به جرم بحرانی(به انگلیسی: Critical Mass) معروف است. پس از رسیدن به حالت جرم بجرانی، هر شکافت هسته‌ای باعث آزاد شدن چندین نوترون می‌شود. این نوترون‌ها به نوبه خود موجب شکافت هسته‌های دیگر می‌شوند. واکنش زنجیره‌ای در مقیاس بسیار سریع (در حد نانوثانیه) ادامه یافته و انرژی معادل چندین هزار تن TNT آزاد می‌شود. در هر شکافت U-235، حدود ۲۰۰ مگاالکترون‌ولت انرژی آزاد می‌شود. این انرژی، عمدتاً به صورت انرژی جنبشی قطعات شکافته‌شده، انرژی نوترون‌ها، گرما و تابش گاما ظاهر می‌گردد. اگر این انرژی در جرم کافی از ماده شکافت‌پذیر آزاد شود، به انفجاری با قدرت تخریب عظیم منتهی می‌شود.
این جنگ افزار‌ها که با شکافت هسته‌ای عمل می‌کنند همانند اولین نمونه های تولید شده آنها هستند. هر دو بمبی که در شهر های هیروشیما و ناگازاکی مورد استفاده قرار گرفته از شکافت هسته‌ای بهره می‌بردند. معمولا این بمب ها قدرت تخریبی نسبی و همچنین گرمای آزاد شده کمتری را به نسبت بمب های با عملکرد همجوشی هسته‌ای دارند چرا که ساختار عملکردی محدود شده و بی‌نظم دارند.

۲. همجوشی هسته‌ای: بمب‌های همجوشی هسته‌ای که با نام‌های بمب هیدروژنی یا بمب گرماهسته‌ای نیز شناخته می‌شوند، پیشرفته‌ترین و نیرومندترین نوع سلاح‌های هسته‌ای هستند. این بمب‌ها با استفاده از فرآیند همجوشی هسته‌ای، که در آن هسته‌های سبک با یکدیگر ترکیب می‌شوند و انرژی فوق‌العاده زیادی آزاد می‌کنند، طراحی شده‌اند. این مقاله، اصول فیزیکی، سازوکار انفجار، و ساختار کلی این نوع بمب‌ها را بررسی می‌کند. 
همجوشی هسته‌ای (Nuclear Fusion) فرآیندی است که طی آن، دو هسته سبک (مانند ایزوتوپ‌های هیدروژن: دوتریوم و تریتیوم) با یکدیگر ترکیب شده و هسته‌ای سنگین‌تر (مانند هلیوم) را تشکیل می‌دهند. این واکنش با آزادسازی انرژی همراه است، زیرا جرم محصولات واکنش کمتر از جرم اولیه است و طبق معادله مشهور اینشتین E=mc2، این اختلاف جرم به انرژی تبدیل می‌شود. بر خلاف شکافت، همجوشی نیازمند دما و فشار بسیار بالا برای غلبه بر نیروی دافعه الکترواستاتیکی بین هسته‌های مثبت است. این شرایط به‌طور طبیعی در هسته ستارگان (مانند خورشید) فراهم است و در روی زمین، تنها با استفاده از انفجار یک بمب شکافت (به‌عنوان ماشه اولیه) می‌توان آن را ایجاد کرد.
به طور کلی ۲ روش برای شروع انفجار با همجوشی وجود دارد:
بخش شکافت (Primary Stage): بخشی از بمب که یک واکنش شکافت هسته‌ای کنترل‌نشده در آن رخ می‌دهد. این بخش همانند یک بمب شکافت معمولی است و هدف آن ایجاد فشار و دمای لازم برای شروع همجوشی است.
بخش همجوشی (Secondary Stage): در این بخش، سوخت همجوشی مانند ترکیب دوتریوم و تریتیوم (به صورت جامد یا در ترکیباتی مانند لیتیم-دوترید) قرار دارد. انرژی آزادشده از انفجار بخش اولیه، این بخش را تحت دما و فشاری عظیم قرار می‌دهد که باعث آغاز واکنش همجوشی می‌شود.

## ویژگی‌ها
بمب اتمی نام رایج سلاح انفجاری است که در آن‌ها از انرژی آزاد شده در فرایند شکافت هسته‌ای، یا گداخت هسته‌ای برای تخریب استفاده می‌شود. نخستین بمب اتمی که بمبی پلوتونیومی (از نوع شکافتی) بود در سال ۱۹۴۵م در جریان جنگ جهانی دوم در آمریکا ساخته و در شانزدهم ژوئیهٔ ۱۹۴۵م در صحرای آلاموگوردو در نیومکزیکوی آمریکا آزمایش شد. آمریکا تنها کشوری است که از بمب اتمی شکافتی اورانیومی در هیروشیما و بمب شکافتی پلوتونیومی در ناگاساکی استفاده نظامی‌کرده است. شوروی در سال ۱۹۴۹ دارای بمب اتمی شد.
اختراع این سلاح، ریشه طولانی در تاریخ علم فیزیک و شیمی دارد اما استفاده از دانش به دست آمده، برای ساخت بمب اتمی بیشتر به رابرت اوپنهایمر و ادوارد تلر نسبت داده می‌شود.

## تاریخچهٔ سلاح‌های هسته‌ای
نخستین تلاش‌ها در جهت ساخت بمب اتمی در آلمان نازی آغاز شد. در این دوران، شیمیدانی به نام پاول هارتک از استادان دانشگاه هامبورگ به توان بالقوه نیروی اتمی برای کاربردهای نظامی پی برد. وی در ۲۴ فوریه ۱۹۳۹ امکان استفاده از انرژی هسته‌ای به عنوان یک سلاح با توان تخریبی نا محدود را طی نامه‌ای به وزارت جنگ در برلین اطلاع داد. به‌دنبال این امر گروهی برای تحقیق در این رابطه تشکیل شد و ورنر کارل هایزنبرگ فیزیکدان برجسته آلمانی به‌طور غیررسمی سرپرست تیم تحقیقاتی آلمان برای ساخت بمب هسته‌ای گشت. بر اساس کتاب خاطرات اتو اسکورتسنی در حدود سال ۱۹۴۳ آلمان نازی به بمب اتم دست یافت. بر اساس گزارشی که تیم تحقیقاتی به شخص آدولف هیتلر دادند، قدرت این بمب بسیار مهیب و مرگبار بود. اتو اسکورتسِنی در کتاب خود بیان می‌کند که در ملاقات خصوصی خود با شخص پیشوا در خصوص مسئله بمب اتم سوالاتی می‌کند و پاسخ هیتلر چنین است که این بمب سبب انقراض نسل بشر می‌شود و هرگز دستور ساخت آن را صادر نخواهد کرد.

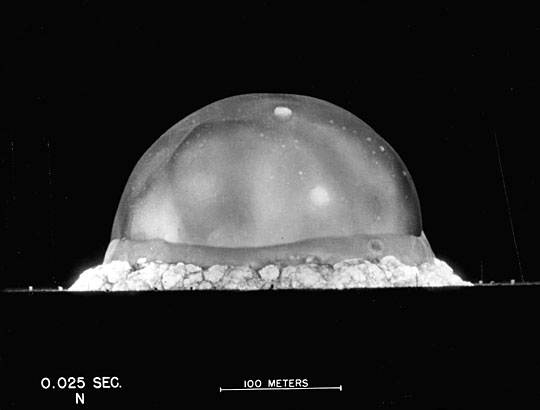
تصویر اولین آزمایش اتمی در ترینیتی ایالت نیومکزیکو

در همین زمان، آلبرت انیشتین طی نامه معروف خود به روزولت رئیس‌جمهور وقت آمریکا خطر دستیابی آلمان به تولید بمب اتمی را گوشزد کرد. متعاقب این اخطار روزولت دستور ایجاد پروژه منهتن با هدف تحقیق در این رابطه و تولید بمب اتمی را با همکاری کشور انگلستان و فرانسه صادر کرد. برای این پروژه تأسیساتی در لوس آلاموس در ایالت نیومکزیکو، اوک ریج ایالت تنسی و همفورد ایالت واشینگتن به کار گرفته شدند و تیمی از برجسته‌ترین دانشمندان آن دوران به استخدام این پروژه درآمدند. محققان آلمانی موفق به تولید بمب اتمی نشدند. اگرچه ادعاهایی در زمینه آزمایش نوعی ابزار هسته‌ای توسط نازی‌ها پیش از پایان جنگ جهانی دوم مطرح شده است. اما تیم آمریکایی به سرپرستی فیزیکدان برجسته، رابرت اوپنهایمر موفق به ساخت عملی اولین بمب هسته‌ای شد که در ۱۶ ژوئیه ۱۹۴۵ در ناحیه‌ای موسوم به ترینیتی در نیومکزیکو آزمایش شد.
به فاصله کوتاهی در ۶ اوت ۱۹۴۵، بمب افکن اسکادران ۵۰۹ نیروی هوایی آمریکا موسوم به Avro Lancaster (که اکنون در موزه‌ای در واشینگتن نگهداری می‌شود)، از پایگاهی در جنوب اقیانوس آرام به پرواز درآمد و در ساعت ۸:۱۵ دقیقه به وقت محلی، بمب موسوم به پسر کوچک را بر شهر هیروشیما ژاپن منفجر ساخت و بدین ترتیب نام کشور ایالات متحده آمریکا را به عنوان اولین کشور استفاده‌کننده از سلاح اتمی در تاریخ بشریت ثبت نمود. این بمب که در طراحی آن از ۶۴ کیلوگرم اورانیوم استفاده شده بود، از ارتفاع ۹۶۰۰ متری رها شد و در ارتفاع ۵۸۰ متری سطح زمین با شدتی معادل با انفجار ۱۵ هزار تن TNT منفجر شد. مجموع تلفات اولیه و کشته شدگان ناشی از عوارض این انفجار را بالغ بر ۱۴۰۰۰۰ نفر تخمین می‌زنند. سه روز بعد در ۹ اوت انفجار بمب مرد چاق در شهر ناگازاکی ژاپن موجب کشتار ۷۴۰۰۰ نفر انسان دیگر شد. این بمب که از پلوتونیوم به عنوان ماده شکافت پذیر استفاده می‌کرد، انفجاری به شدت ۲۱ هزار تن TNT ایجاد کرد. بمب دیگری نیز در پروژه منهتن تولید شده بود که هرگز از آن استفاده نشد.
پس از پایان جنگ دوم جهانی دانشمندان در آمریکا به تحقیق در رابطه با تسلیحات هسته‌ای ادامه دادند. اگرچه این تصور وجود داشت که هیچ کشوری دیگری در دنیا نمی‌تواند تا پیش از سال ۱۹۵۵ به فناوری ساخت سلاح هسته‌ای دست یابد، اما کلاوس فیوکس یکی از فیزیکدانان آلمانی که در رابطه با مواد فوق انفجاری (High Explosive) با تیم اوپنهایمر همکاری می‌کرد، طرح‌ها و جزئیات طراحی بمب آزمایش شده در ترینیتی را در اختیار جاسوسان شوروی قرار داد. به این ترتیب در ۲۹ اوت ۱۹۴۹ اتحاد جماهیر شوروی سوسیالیستی اولین آزمایش اتمی خود را با موفقیت انجام داد و غرب را در وحشت فرو برد. این انفجار اثر زیادی در تسریع جنگ سرد گذارد و موجب ایجاد رقابت تسلیحاتی بین آمریکا و شوروی گردید.
پس از آن ایالات متحده جهت حفظ برتری تسلیحاتی خود، تحقیق برای ساخت بمب گرماهسته‌ای (هیدروژنی) را آغاز کرد. پیش از این رابرت اوپنهایمر به دلیل اتخاذ مواضعی علیه ساخت تسلیحات هسته‌ای از سرپرستی پروژه کنار گذارده شد و ادوارد تلر هدایت عملی پروژه ساخت بمب هیدروژنی را برعهده گرفت.
نخستین آزمایش بمب گرما-هسته‌ای با اسم رمز مایک در نوامبر سال ۱۹۵۲ در جزیره کوچکی به نام الوگالب در جزایر مارشال انجام شد. وزن تجهیزات به کار رفته در این انفجار شامل دستگاه‌های تبرید به بیش از ۶۵ تن می‌رسید. از آنجایی که در این سیستم مستقیماً از ایزوتوپ‌های دوتریوم و تریتیوم مایع استفاده می‌شد، به آن لقب بمب خیس داده بودند. پیش‌بینی می‌شد که قدرت این انفجار معادل یک یا دو مگاتن تی‌ان‌تی باشد. اما برخلاف انتظار شدت انفجار معادل ۱۰٫۴ مگاتن تی‌ان‌تی بود. نتایج انفجار بسیار هراسناک بود. قطر گوی آتشین حاصل از این انفجار به ۵ کیلومتر رسید. جزیره الوگالب تقریباً تبخیر شد و حفره‌ای به عمق ۸۰۰ متر و شعاع دهانه ۳ کیلومتر برجای ماند.
عراق در سال ۱۹۷۷ شروع به ساخت رآکتور هسته‌ای (معروف به تموز۱) نمود تا بتواند در جنگ ایران و عراق به برتری هسته‌ای دست یابد؛ ولی طی حملات هوایی ایران و سپس حملات نیروی هوایی اسرائیل در عملیات اپرا این رآکتور آسیب جبران‌ناپذیری دید و کارشناسان فرانسوی حاضر اوسیراک را ترک کردند. اسرائیل همچنین در سال ۲۰۰۷ رآکتوری در حال ساخت در سوریه را طی عملیات باغ میوه بمباران کرد.

## نکاتی دربارهٔ بمب اتمی
- منطقه انفجار بمب‌های هسته‌ای به پنج قسمت تقسیم می‌شود:۱- منطقه تبخیر ۲- منطقه تخریب کلی ۳- منطقه آسیب شدید گرمایی ۴- منطقه آسیب شدید انفجاری ۵- منطقه آسیب شدید باد و آتش. در منطقه تبخیر درجه حرارتی معادل سیصد میلیون درجه سانتیگراد به‌وجود می‌آید و هر چیزی، از فلز گرفته تا انسان و حیوان، در این درجه حرارت آتش نمی‌گیرد، بلکه بخار می‌شود.
- آثار زیان بار این انفجار حتی تا شعاع پنجاه کیلومتری وجود دارد و موج انفجار آن که حامل انرژی زیادی است می‌تواند میلیون‌ها دلار تجهیزات الکترونیکی پیشرفته نظیر ماهواره‌ها یا سیستم‌های مخابراتی را از کار بیندازد.
- این‌ها همه آثار ظاهری و فوری بمب‌های هسته‌ای است. پس از انفجار تا سال‌های طولانی پرتوهای زیان بار رادیواکتیو مانع ادامه حیات موجودات زنده در محل‌های نزدیک به انفجار می‌شود.
- پرتو رادیو اکتیو از پرتوهای آلفا، پرتو بتا، گاما و تابش نوترونی تشکیل شده است. نوع آلفای آن بسیار خطرناک است ولی توان نفوذ اندکی دارد. این پرتو در بافت زنده تنها کمتر از ۱۰۰ میکرون نفوذ می‌کند اما برای آن ویرانگر است.
- پرتوی گاما از دیوار و سنگ نیز عبور می‌کند. هر ۹ میلی‌متر سرب یا هر ۲۵ متر هوا شدت تابش آن را نصف می‌کند. این پرتو نیز با توجه به فرکانس بسیار بالا، انرژی زیادی دارد که اگر به بدن انسان برخورد کند از ساختار سلولی آن عبور کرده و در مسیر حرکت خود باعث تخریب ماده دئوکسی ریبو نوکلئیک اسید یا همان DNA شده و سرانجام زمینه را برای پیدایش انواع سرطان‌ها، سندرم‌ها و نقایص غیرقابل درمان دیگر فراهم می‌کند و حتی این نقایص به نسل‌های آینده نیز منتقل خواهد شد. برای جلوگیری از نفوذ تابش گاما به حدود ۱۰ سانتی‌متر دیوارهٔ سربی نیاز است.

## تعداد بمب‌های اتمی موجود در جهان

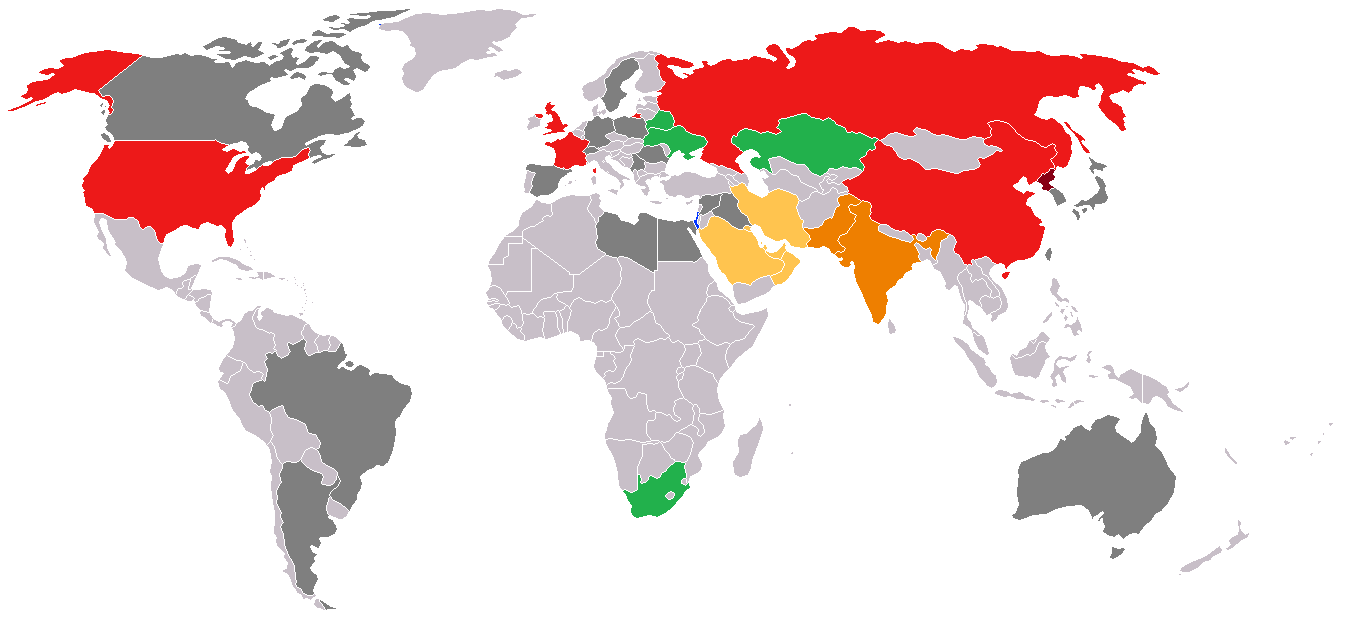
نقشه جهان بر اساس برخورداری کشورها از سلاح یا فناوری هسته‌ای
پنج کشوری که رسماً دارای سلاح هسته‌ای هستند
سایر کشورهای دارای سلاح هسته‌ای (هند و پاکستان)
کشورهایی که در خصوص توسعه فناوری یا سلاح هسته‌ای مورد سوء ظن هستند
کشورهایی که زمانی برنامه توسعه فناوری یا سلاح هسته‌ای داشته‌اند(اسرائیل)
کشورهایی که دارای سلاح هسته‌ای هستند اما به‌طور گسترده آن را تولید نکرده‌اند(کره شمالی)
کشورهایی که قبلاً سلاح‌های هسته ای داشتند (بلاروس، قزاقستان، آفریقای جنوبی و اوکراین)
کشورهایی که در یک مقطع دارای برنامه‌های تحقیقاتی تسلیحات هسته ای بودند

بر اساس گزارش بولتن دانشمندان اتمی 'Nuclear Notebook' امروزه باور بر این است که روسیه دارای بیشترین تسلیحات هسته‌ای در جهان (۴۳۰۰سلاح) و آمریکا با داشتن ۴۰۰۰ سلاح دومین دارنده تسلیحات هسته‌ای است. از حدود ۱۵۰۰۰ سلاح هسته‌ای ۹۴۰۰ عدد آن کاربرد ارتشی دارند. بقیه سلاحها از رده خارج شده‌اند و در حال نابود شدن هستند. تقریباً ۴۰۰۰ سلاح اتمی آماده کار موجود است که ۱۸۰۰ عدد از آن‌ها قابل استفاده فوری هستند.

### کشورهای دارای جنگ‌افزار هسته‌ای
| ردیف | کشور      | دستیابی به بمب | تعداد حدودی کلاهک هسته‌ای | وضعیت در معاهده‌های بین‌المللی | وضعیت در معاهده‌های بین‌المللی | توضیحات                                            |
| ردیف | کشور      | دستیابی به بمب | تعداد حدودی کلاهک هسته‌ای | ان‌پی‌تی                       | سی‌تی‌بی‌تی                     | توضیحات                                            |
| ---- | --------- | -------------- | ------------------------ | ---------------------------- | ---------------------------- | -------------------------------------------------- |
| ۱    | آمریکا    | ۱۹۴۵           | ~۷٬۷۰۰ ‏                  | امضاکننده                    | امضاکننده                    | عضو دائم شورای امنیت (دارای حق وتو)                |
| ۲    | روسیه     | ۱۹۴۹           | ~۸٬۵۰۰‏                   | امضاکننده                    | اجراکننده                    | عضو دائم شورای امنیت (دارای حق وتو)                |
| ۳    | بریتانیا  | ۱۹۵۲           | ~۲۲۵‏                     | امضاکننده                    | اجراکننده                    | عضو دائم شورای امنیت (دارای حق وتو)                |
| ۴    | فرانسه    | ۱۹۶۰           | ~۳۰۰‏                     | امضاکننده                    | اجراکننده                    | عضو دائم شورای امنیت (دارای حق وتو)                |
| ۵    | چین       | ۱۹۶۴           | ~۲۵۰‏                     | امضاکننده                    | امضاکننده                    | عضو دائم شورای امنیت (دارای حق وتو)                |
| ۶    | هند       | ۱۹۷۴           | ۹۰ تا ۱۱۰‏                | عدم امضا                     | عدم امضا                     |                                                    |
| ۷    | پاکستان   | ۱۹۹۸           | ۱۰۰ تا ۱۲۰‏               | عدم امضا                     | عدم امضا                     |                                                    |
| ۸    | کره شمالی | ۲۰۰۶           | ~۶۵‏                      | خروج                         | عدم امضا                     |                                                    |
| —    | اسرائیل   | نامشخص         | ~۸۰‏                      | عدم امضا                     | امضاکننده                    | اسرائیل دارا بودن بمب اتمی را رسماً اعلام نکرده است |

## انواع
در سلاح‌های هسته ای شکافت هسته‌ای، یا گداخت هسته‌ای برای تخریب استفاده می‌شود. بمب‌های اتمی که برمبنای گداخت کار می‌کنند نسل نوین بمب اتمی هستند و قدرتی بسیار بیشتر از بمب‌های شکافتی دارند. مبنای آزاد شدن انرژی در هر دو نوع بمب اتمی تبدیل ماده به انرژی (E=mc²)است اما در بمب‌های گداختی جرم بیشتری از ماده به انرژی تبدیل می‌شود.
- بمب حاصل از شکافت (A-Bomb): ساخت این نوع بمب اتمی نسبت به گداخت هسته ای ساده‌تر می‌باشد و تنها به مقدار کافی اورانیوم با خلوص مناسب که به روش مناسبی قالب‌گیری شده باشد (فرم نیم کروی) احتیاج دارد. در این روش اورانیوم قالب‌گیری شده توسط تفنگ ساده‌ای مورد هدف قرار می‌گیرد. این تفنگ مانند تفنگ جنگی بسیار ساده‌ای می‌باشد که تنها با باروت یا هر چیز قابل انفجار دیگری پرشده و گلوله آن تنها اورانیوم غنی شده می‌باشد. برخورد دو قطعه اورانیوم باعث انفجار هسته‌ای می‌شود. بعلت اینکه دو قطعه اورانیوم همدیگر را دفع می‌کنند روش قالب‌گیری نیم کروی مهم‌ترین بخش این کار می‌باشد
- بمب حاصل از همجوشی (H-Bomb)
- سایر انواع: مانند بمب نوترونی (N)، سلاح‌های پادماده ای و سلاح‌های پرتویی

## راهبرد سلاح هسته‌ای
استفاده از سلاح‌های اتمی به دلیل اثرات و ویژگی‌های خاصی بوده که سایر جنگ‌افزارها چنین قابلیتی ندارند از جمله:
1. ایجاد خسارت‌های سنگین جانی و مالی
2. غیرقابل استفاده کردن ایجاد آلودگی محیطی برای مدت طولانی
3. تهدید و زیر فشار گذاشتن طرف روبرو برای پذیرش خواست‌ها
4. جابجایی توازن قدرت در جنگ
5. پهنای شعاع تخریب و خسارات هنگفت
6. بکارگیری سریع در هر شرایط
7. نفوذ اَثَرات تخریبی آن در تأسیسات

البته با وجود این قابلیت‌ها کشورها و کشورهای دارنده سلاح هسته‌ای با مشکلاتی به شرح زیر رو به رو هستند:
1. مخالف اذهان عمومی جهان
2. عمدهٔ تجهیزات و تأسیسات را نابود می‌سازد که خود دشمن نیز ممکن است به آن نیاز پیدا کند.
3. آلودگی شدید هسته‌ای که باعث عدم استفاده از منطقه می‌گردد.
4. عدم کنترل شعاع آلودگی که در اثر کم بودن ممکن است آن خسارت مورد نظر وارد نشود و همچنین با زیاد شدن شعاع آلودگی ممکن است به نیروهای خودی آسیب برسد.

## اثرات و مراحل انفجار هسته‌ای

### تشعشع حرارتی
- گوی آتشین تشکیل شده که دمای مرکز آن به چند میلیون درجه سانتیگراد می‌رسد (حتی از سطح خورشید هم بیشتر می‌شود).[۸]
- هرچیزی را در نزدیکی خود به خاکستر سفیدی تبدیل می‌کند وجود باد هم می‌تواند به این عمل کمک نماید.
- در همان دو الی سه ثانیه اول تشکیل می‌شود و با سرعتی معادل دو برابر سرعت صوت به راه می‌افتد و هرچه بر سر راهش باشد پرتاب و نابود می‌کند.
- اجسامی که توسط موج انفجار متلاشی شده مانند گلوله به پرواز در می‌آیند و آثار ناشی از آن تهدید جدی برای انسان به‌شمار می‌رود.
- خود موج انفجار نیز بر اعصاب انسان تأثیر گذاشته و باعث عدم تعادل (موقت یا دائم) می‌گردد که به اصطلاح به آن موجی شدن می‌گوییم و همچنین باعث آسیب‌های شدید بر پرده گوش و دیافراگم قفسه سینه می‌شود که به ترتیب در اثر برخورد موج با پرده گوش و دومی دراثر بازماندن دهان انسان یا تنفس هنگام آمدن موج است که عوارض آن‌ها کری و مرگ است.
- میزان دما با دور شدن از کانون انفجار کم می‌شود.

### تشعشع هسته‌ای
این تشعشعات بسیار خطرناک و به محض انفجار بمب در تمام نقاط پخش می‌شود که شامل چهار دسته‌اند:

#### آلفا
هسته، یک ذره آلفا (شامل دو پروتون و دو نوترون) را گسیل می‌کند.
این ذره برد و قدرت نفوذ کمتری نسبت به سایر ذرات دارد و توسط یک ورق کاغذ یا پارچه یا پوست انسان متوقف می‌شود.

#### بتا
هسته به یک پروتون، یک الکترون و یک آنتی نوترون تبدیل می‌شود. الکترون رها شده ذره بتا است.
این ذره از ذرات آلفا قدرت نفوذ بیشتری دارد ولی دارای برد کمتری می‌باشد و توسط یک صفحه فلزی با ضخامت بیش از سه میلی‌متر متوقف می‌شود.

#### گاما
هسته می‌تواند انفجاری از انرژی الکترومغناطیسی تحت عنوان اشعه گاما منتشر کند.
این اشعه مانند امواج رادیویی دارای برد بسیار زیادی می‌باشد، قدرت نفوذ و تخریب این اشعه بسیار زیاد است. یک لایه ۱۵سانتیمتری بتن یا یک لایه ۲۰ سانتیمتری خاک فقط نیمی از این اشعه را می‌گیرد و همان نیمی دیگر اثرات زیانبار خود را بر جای می‌گذارد.

#### نوترون
یک هسته به دو قسمت شکافته می‌شود. نوترون‌های خارج شده می‌توانند اشعه‌های نوترونی ساطع کنند.
نوترون نیز مانند گاما هم بسیار زیانبار است هم دارای برد بسیار زیادی می‌باشد و قدرت نفوذ و تخریب بسیار زیادی دارد با این تفاوت که نوترون ذره است و گاما اشعه. اثر تخریبی آن در موجودات زنده بیشتر است تا اشیاء. در صورت انفجار بسیار کُشنده خواهد بود. یکی از راه‌های حفاظ سازی در مقابل شار نوترونی لایه ای از بتن به قطر حداقل ۲متر می‌باشد.

## شدیدترین انفجار هسته‌ای
قدرت شدیدترین انفجار اتمی صورت گرفته در جهان که در سال ۱۹۶۱ به وسیله شوروی انجام شد، ۵۰مگاتن بود. یکی از موفق‌ترین تلاش‌ها برای کاهش ذرات رادیواکتیو بود و این بمب پاک‌ترین بمب هسته‌ای از نظر ذرات خطرناک رادیواکتیو می‌باشد که تاکنون ساخته شده است. تنها یک بمب از این نوع ساخته و در تاریخ ۳۰ اکتبر سال ۱۹۶۱ در مجمع‌الجزایر نوایا زملیا آزمایش شد.

## استفاده از جنگ‌افزار هسته‌ای
ایالات متحدهٔ آمریکا، تنها کشوری است که به صورت عینی از جنگ‌افزار هسته‌ای استفاده کرده است. نیروی هوایی ایالات متحدهٔ آمریکا در گرماگرم جنگ جهانی دوم، یعنی روزهای ششم و نهم اوت ۱۹۴۵، دو بار از جنگ‌افزار هسته‌ای برای تسلیم کردن دولت ژاپن استفاده کرده است که مجموع تلفات آن به بیش از ۲۱۰٬۰۰۰ نفر می‌رسد.